# Bellulia basalia
Bellulia basalia là một loài bướm đêm thuộc họ Erebidae. Nó được tìm thấy ở miền bắc Việt Nam.
Sải cánh dài 13–15 mm. Cánh trước màu đen tía, đường cắt màu đen.